# Terrell County (Texas)
Das Terrell County ist ein County im Bundesstaat Texas der Vereinigten Staaten. Das U.S. Census Bureau hat bei der Volkszählung 2020 eine Einwohnerzahl von 760 ermittelt. Der Verwaltungssitz (County Seat) ist Sanderson.

## Geographie
Das County liegt im mittleren Westen von Texas, grenzt im Süden an Mexiko und hat eine Fläche von 6107 Quadratkilometern, ohne nennenswerte Wasserfläche. Das County grenzt im Uhrzeigersinn an folgende Countys: Pecos County, Crockett County, Val Verde County und Brewster County.

## Geschichte
Terrell County wurde 1905 aus Teilen des Pecos County gebildet. Benannt wurde es nach Alexander Watkins Terrell, Staatsanwalt, Richter, Diplomat und Offizier der Kavallerie der Konföderierten und späteren US-Senator von Texas.

## Demografische Daten

Alterspyramide des Terrell County

Nach der Volkszählung im Jahr 2000 lebten im Terrell County 1.081 Menschen in 443 Haushalten und 295 Familien. Die Bevölkerungsdichte betrug 0,2 Einwohner pro Quadratkilometer. Ethnisch betrachtet setzte sich die Bevölkerung zusammen aus 88,34 Prozent Weißen, 1,67 Prozent Afroamerikanern und 8,33 Prozent aus anderen ethnischen Gruppen; 1,02 Prozent stammten von zwei oder mehr Ethnien ab. 48,57 Prozent der Einwohner waren spanischer oder lateinamerikanischer Abstammung.
Von den 443 Haushalten hatten 29,8 Prozent Kinder oder Jugendliche, die mit ihnen zusammen lebten. 54,4 Prozent waren verheiratete, zusammenlebende Paare 7,4 Prozent waren allein erziehende Mütter und 33,4 Prozent waren keine Familien. 31,8 Prozent waren Singlehaushalte und in 16,3 Prozent lebten Menschen im Alter von 65 Jahren oder darüber. Die durchschnittliche Haushaltsgröße betrug 2,44 und die durchschnittliche Familiengröße betrug 3,09 Personen.
26,5 Prozent der Bevölkerung war unter 18 Jahre alt, 5,0 Prozent zwischen 18 und 24, 23,4 Prozent zwischen 25 und 44, 27,5 Prozent zwischen 45 und 64 und 17,6 Prozent waren 65 Jahre alt oder älter. Das Durchschnittsalter betrug 42 Jahre. Auf 100 weibliche Personen kamen 103,2 männliche Personen und auf 100 Frauen im Alter von 18 Jahren oder darüber kamen 101,5 Männer.
Das jährliche Durchschnittseinkommen eines Haushalts betrug 24.219 USD, das Durchschnittseinkommen einer Familie betrug 28.906 USD. Männer hatten ein Durchschnittseinkommen von 21.429 USD, Frauen 15.804 USD. Das Prokopfeinkommen betrug 13.721 USD. 21,2 Prozent der Familien und 25,2 Prozent der Einwohner lebten unterhalb der Armutsgrenze.

## Orte im Terrell County
Census-designated places (CDP)
| - Sanderson |

Unincorporated Communitys
| - Dryden |